# Melampyrum
- Commons
- Wikispecies

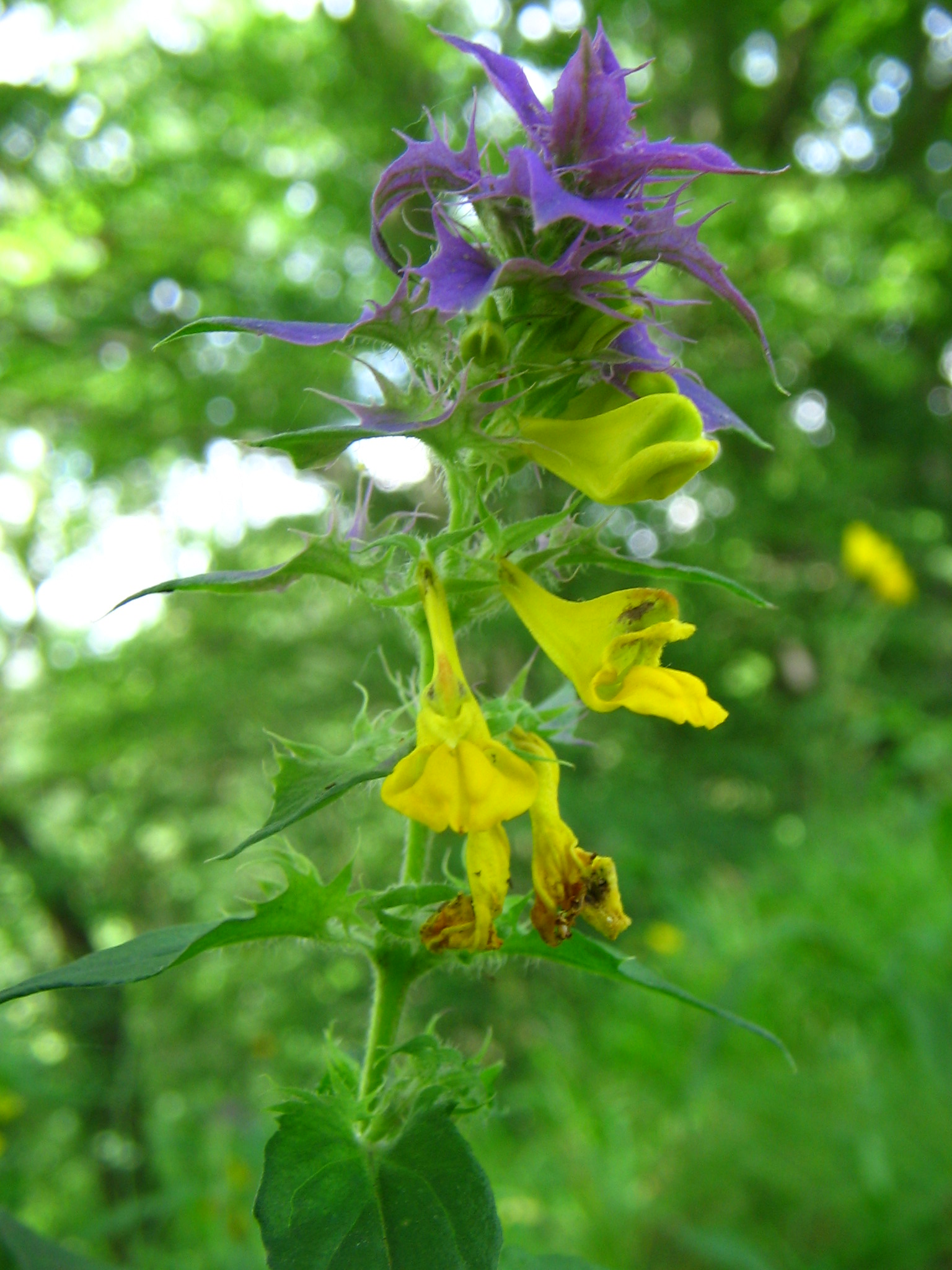
Melampyrum nemorosum.

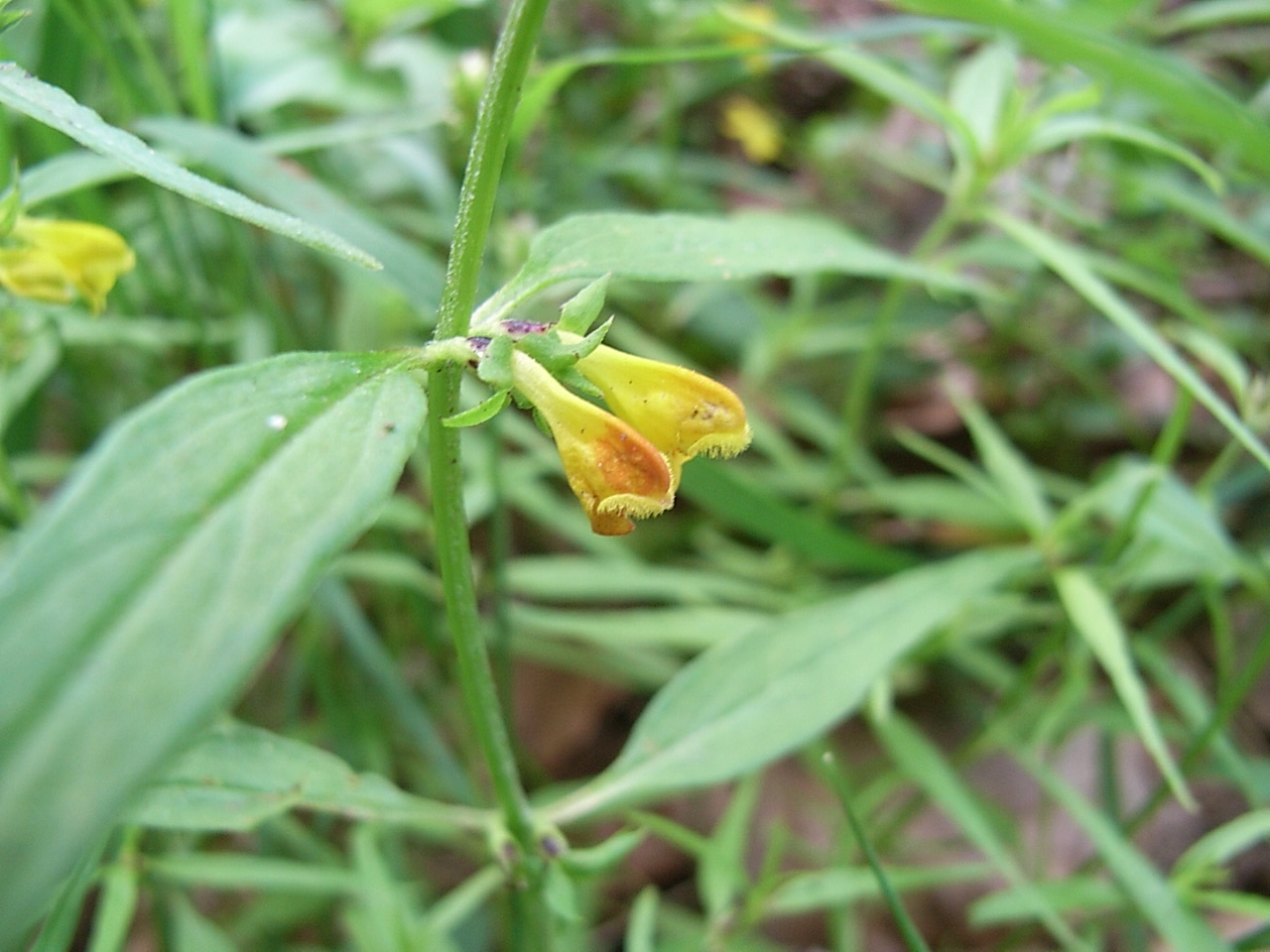
Melampyrum sylvaticum.

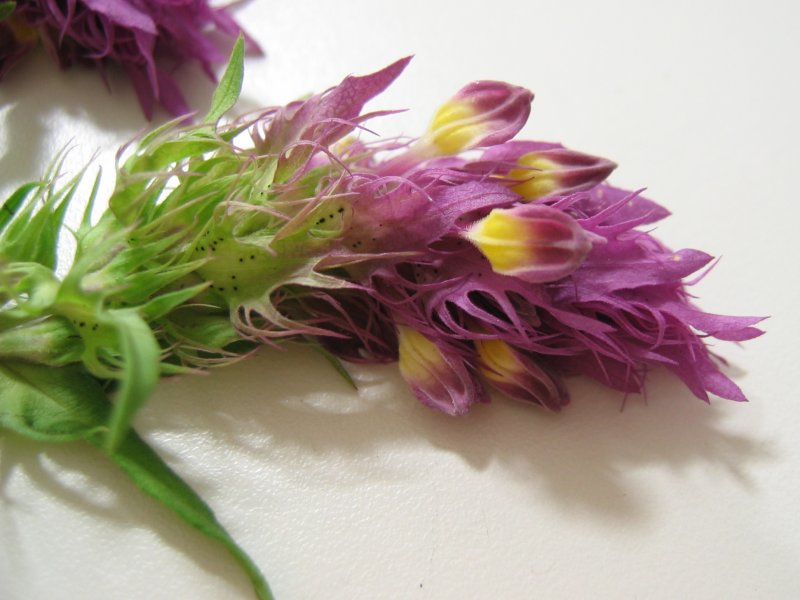
Flores da Melampyrum arvense.

Melampyrum L. é um género botânico pertencente à família Orobanchaceae.

## Espécies
É composto por 159 espécies, nativas das regiões temperadas do hemisfério norte.
| - Melampyrum aestivale - Melampyrum albanicum - Melampyrum albicans - Melampyrum alboffanum - Melampyrum alpestre - Melampyrum ambiguum - Melampyrum americanum - Melampyrum angustissimum - Melampyrum arcuatum - Melampyrum argyrocomum - Melampyrum aristatum - Melampyrum arvense - Melampyrum australe - Melampyrum austriacum - Melampyrum austrotirolense - Melampyrum barbatum - Melampyrum bihariense - Melampyrum bohemicum - Melampyrum bosniacum - Melampyrum brachiatum - Melampyrum burnati - Melampyrum caerulescens - Melampyrum caeruleum - Melampyrum carniolicum - Melampyrum carpaticum - Melampyrum carstiense - Melampyrum castanetorum - Melampyrum catalaunicum - Melampyrum caucasicum - Melampyrum ceretanum - Melampyrum chinense - Melampyrum chlorostachyum - Melampyrum chrysanthum - Melampyrum ciliare - Melampyrum ciliatum - Melampyrum commutatum - Melampyrum congestum - Melampyrum cretaceum - Melampyrum cristatum - Melampyrum dacicum - Melampyrum dalmaticum - Melampyrum debreceniense - Melampyrum decrescens - Melampyrum degenianum - Melampyrum delphinense - Melampyrum dentatum - Melampyrum digitatum - Melampyrum dinaricum - Melampyrum doerfleri - Melampyrum dolosum - Melampyrum elatius - Melampyrum esquirolii - Melampyrum fallax - Melampyrum fimbriatum - Melampyrum grandiflorum - Melampyrum guinieri - Melampyrum hastatum - Melampyrum henryanum - Melampyrum heracleoticum - Melampyrum herbichii - Melampyrum hians - Melampyrum hoermannianum - Melampyrum hyans - Melampyrum hybridum - Melampyrum indicum | - Melampyrum intermedium - Melampyrum italicum - Melampyrum japonicum - Melampyrum jedoense - Melampyrum kawasakianum - Melampyrum klebelsbergianum - Melampyrum knetschii - Melampyrum laciniatum - Melampyrum lanceolatum - Melampyrum laricetorum - Melampyrum latifolium - Melampyrum laxum - Melampyrum lineare - Melampyrum macranthum - Melampyrum montanum - Melampyrum monticola - Melampyrum moravicum - Melampyrum mulkijanianii - Melampyrum nakaianum - Melampyrum nanum - Melampyrum nemorosum - Melampyrum obtusifolium - Melampyrum oligocladum - Melampyrum ovalifolium - Melampyrum paludosum - Melampyrum paradoxum - Melampyrum polonicum - Melampyrum praealpinum - Melampyrum pratense - Melampyrum pseudo - Melampyrum purpurescens - Melampyrum purpureum - Melampyrum radiatum - Melampyrum romanicum - Melampyrum ronnigeri - Melampyrum roseum - Melampyrum saxosum - Melampyrum scardicum - Melampyrum schinzii - Melampyrum semleri - Melampyrum setaceum - Melampyrum silesiacum - Melampyrum solstitiale - Melampyrum stenophyllum - Melampyrum stenotaton - Melampyrum subalpinum - Melampyrum sudeticum - Melampyrum sylvaticum - Melampyrum transsilvanicum - Melampyrum trichocalicinum - Melampyrum variegatum - Melampyrum variscorum - Melampyrum vaudense - Melampyrum velebiticum - Melampyrum velebiticum - Melampyrum versicolor - Melampyrum versicolor - Melampyrum violaceum - Melampyrum virens - Melampyrum viviscense - Melampyrum vulgare - Melampyrum vulgatum - Melampyrum yakusimense - Melampyrum yezoense |

- «Lista completa»

## Classificação do gênero
| Sistema | Classificação                        | Referência               |
| ------- | ------------------------------------ | ------------------------ |
| Linné   | Classe Didynamia, ordem Angiospermia | Species plantarum (1753) |